# ダン・クレアリー
ダン・クレアリー（Dan Crary, 1939年9月29日 - ）は、アメリカ合衆国のブルーグラスギタリスト。ドク・ワトソン、トニー・ライス、クラレンス・ホワイトなどと並ぶ、フラットピッキング・ギターの名手として有名。